# Glossa (label)
Glossa est un label discographique espagnol de musique classique, axé principalement de la musique médiévale et de la Renaissance.

## Histoire
Le label est fondé en 1992 par deux frères-musiciens : José Miguel Moreno, luthiste et le violoniste Emilio Moreno. Il est en Espagne, le premier label indépendant de musique classique.

## Artistes
Le label Glossa édite les albums de nombreux musiciens et ensembles européens. Parmi eux, plusieurs ensembles et artistes espagnols, français, italiens, néerlandais, qui jouent de la musique du moyen-âge, de la Renaissance et de la musique baroque ou classique.
- Cantica Symphonia, directeur Giuseppe Maletto
- La Venexiana, dirigé par Claudio Cavina
- La Risonanza, dirigé par Fabio Bonizzoni
- Ensemble Aurora, dirigé par Enrico Gatti
- Europa Galante, dirigé par Fabio Biondi
- Paolo Pandolfo, viole de gambe
- Mara Galassi, harpe
- Eric Hoeprich, clarinette
- Patrick Cohen, pianoforte
- Leila Schayegh, violon
- L'Ensemble Gilles Binchois, dirigé par Dominique Vellard
- Concert spirituel, dirigé par Hervé Niquet
- L'Orchestre du XVIIIe siècle, dirigé par Frans Brüggen